# Конституция Амбазонии
Временная Конституция Федеративной Республики Амбазония (англ. Provisional Constitution of the Federal Republic of Amazonia)  или же Провозглашение об восстановлении независимости Амбазонии — временный высший нормативно-правовой акт Амбазонии, принятый Временным правительством 17 апреля 2018 года и утверждённый Президентом 12 июня того же года, начав своё действие, и закрепив намерения провозглашения независимости Амбазонии от Камеруна.

## История
После насильственного разгона протестов англоязычного населения Камеруна, участники протеста, поняв, что их не собираются выслушивать, в одностороннем порядке провозгласили независимость своих регионов в рамках Федеративной Республики, при этом сформировав Временное Правительство и армию.
Практически сразу после этого пошли дебаты о необходимости создания высших актов и законов, которые бы регламентировали деятельность Временного правительства, а также разъяснили правовое поле деятельности временных органов власти, а также их ведомств. Дебаты приводят к тому, что уже 6 ноября 2017 года был опубликован первый черновой вариант конституции и прокламации о суверенитете.
Как итог, 17 апреля следующего года была принята финальная версия конституции, а уже 12 июня она была утверждена президентом Икоме Сако.

## Содержание
В многостраничной преамбуле, конституция, описывая события прошлого территории, провозглашает суверенитет Федеративной Республики Амбазония, опираясь на неисполнение резолюции ООН A/RES/1608 (XV) Камеруном, устав ООН и резолюцию ООН A/RES/1514(XV).
Сама конституция определяет состав и полномочия Временного Правительства и его ведомств, а также административно-территориальные границы государства.
Согласно конституции, государство опирается на принципы конституционализма, универсальное избирательное право и кооперацию населения.